# Karen (stan)
Karen, Kayin (birm. ကရင်ပြည်နယ် /kəjɪ̀ɴ pjìnɛ̀/; dawniej Kotulej) – jeden ze stanów w Mjanmie (Birmie), ze stolicą w Ba-an. Populacja stanu wynosi 1 572 657, z czego większość stanowią Karenowie.
Głównymi religiami są buddyzm, chrześcijaństwo i animizm.
W prowincji działa silna partyzantka narodowowyzwoleńcza.
Stan dzieli się na 4 dystrykty: Ba-an, Papun, Myawadi i Kawkareik.
Wioski w Karen.
- Tagondaing
- Kale